# 迦納國家清真寺
加纳国家清真寺是位於加纳阿克拉的清真寺。它是西非第二大清真寺。
這座清真寺耗資1000萬美元建造。
該建築群包括伊瑪目的住所、學校和圖書館。

## 圖片

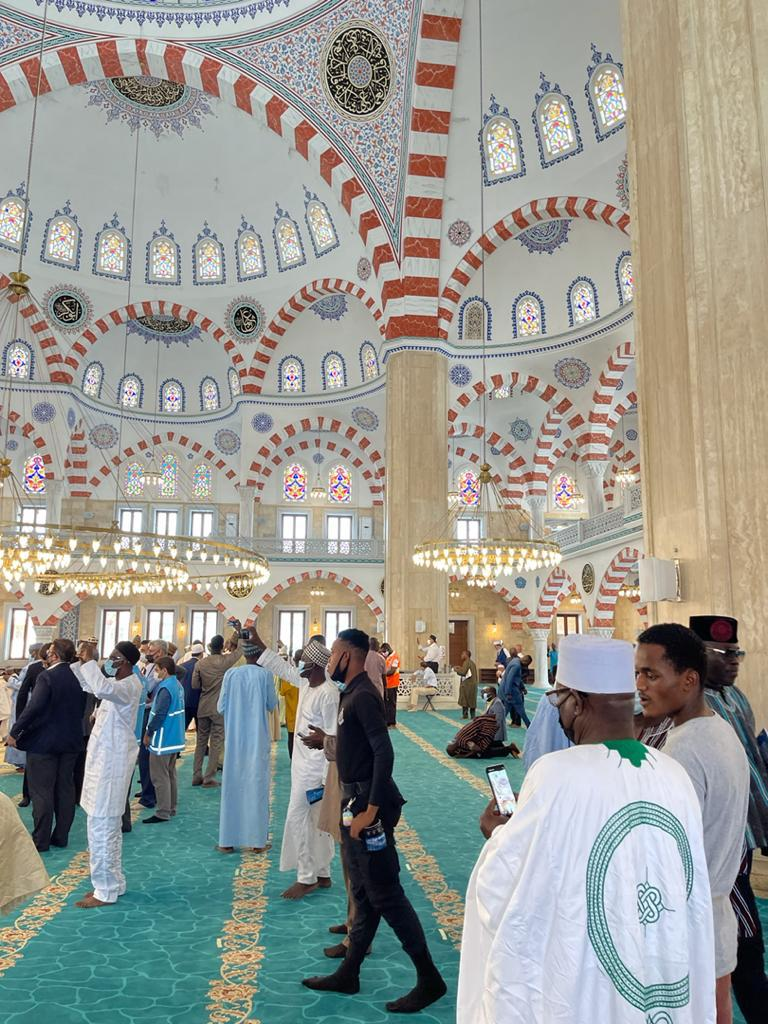
在清真寺開放期間
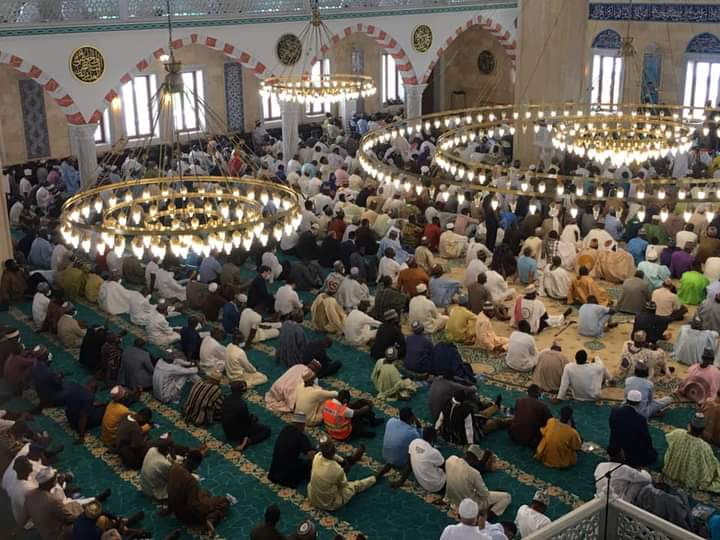
清真寺啟用後的第一次主麻日祈禱
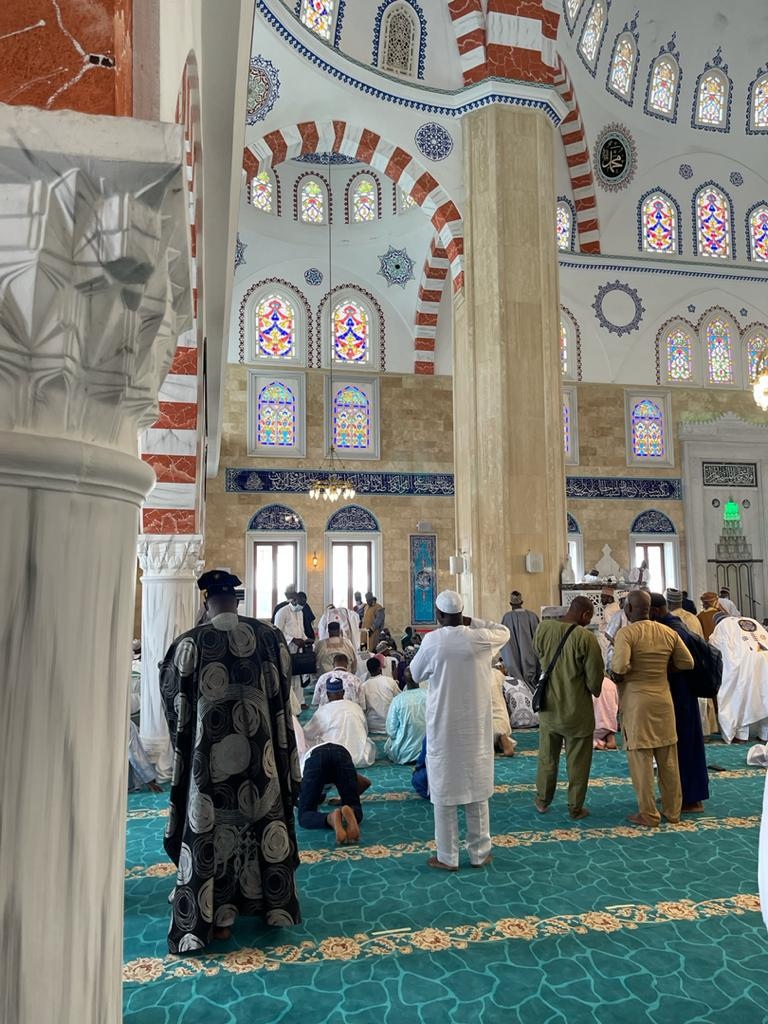
清真寺的內部
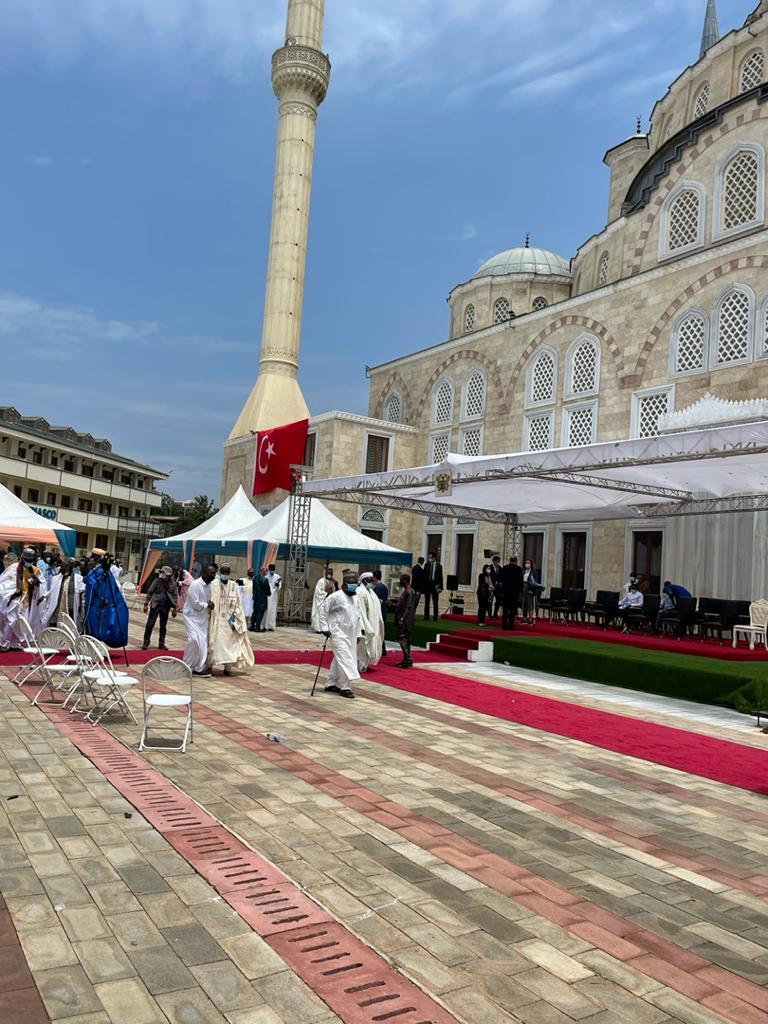
清真寺外觀